# Guy Weitz
Guy Weitz (* 5. September 1883 in Verviers, Belgien; † 23. März 1970 in London, England) war ein belgischer Organist und Komponist.

## Leben
Nach Beendung seines Klavier- und Orgelunterrichtes in seiner Heimatstadt reiste Weitz nach Paris. Dort studierte er an der Schola Cantorum – u. a. bei Charles-Marie Widor, Vincent d’Indy und Alexandre Guilmant – Orgel, Klavier, Komposition und Gregorianik. Nach seiner offiziellen Rückkehr nach Belgien 1909 wurde er Organist, Dirigent und Professor am Konservatorium von Lüttich. Aufgrund des Ersten Weltkrieges floh er 1914 mit seiner Frau nach England, wo er zunächst Organist am Westminster in London war. Ab 1917 war er schließlich bis zu seiner Pensionierung 1967 Organist an der Londoner Church of the Immaculate Conception, Farm Street. 1967 wurde sein berühmtester Schüler, Nicholas Danby, sein Nachfolger an der Farm Street Church.

## Stil
Weitz’ Kompositionsstil ist klar von der französischen Orgelmusik seiner Lehrmeister, vor allem von Widor und Vierne beeinflusst und nutzt meist die gesamten Möglichkeiten der symphonischen Orgel aus. Als Themen dienen ihm oft Melodien des gregorianischen Gesangs, so zum Beispiel in seiner Sinfonie Nr. 1 mit den Sätzen Regina Pacis, Mater Dolorosa und Stella Maris.

## Berühmteste Werke
- Sinfonie Nr. 1 (1930)[2]
- Sinfonie Nr. 2 (1949)[2]